# Billing and Settlement Plan
Billing and Settlement Plan (BSP, англ. План виставлення рахунків і розрахунків) — бізнес-процес, система електронних розрахунків між туристичними агентствами та авіалініями-членами Міжнародної асоціації повітряного транспорту (IATA).

## Історія
Систему BSP створили в Японії 1 березня 1970 року. Тепер вона охоплює понад 370 авіакомпаній-учасниць із 180 країн і територій. За 2017 рік BSP обробила транзакцій на 236,3 мільярда доларів.